# Reliance
Reliance je software kategorie Supervisory Control And Data Acquisition (SCADA) a Human–Machine Interface (HMI) určený pro vizualizaci a ovládání průmyslových technologií a automatizaci budov.
V systému Reliance je možné vytvořit vizualizaci jakékoliv technologie a umožnit její sledování a ovládání na dispečerském pracovišti. Kromě toho je možné hotovou vizualizaci zpřístupnit i na tabletu, chytrém telefonu nebo na webu.

## SCADA software
SCADA je zkratka pro dispečerské řízení a sběr dat. SCADA systémy jsou velmi často propojené s HMI (Human–Machine Interface). Systém Reliance patří do stejné softwarové kategorie jako systémy CitectSCADA, Wonderware InTouch, Iconics Genesis nebo Siemens SIMATIC WinCC.

## Historie
První verze systému Reliance se objevila na trhu v roce 1997. Byla určena pro operační systém Windows NT 4.0 a nahradila svého předchůdce, SCADA systém EP_DRAW, který byl v letech 1989–1996 používán na operačním systému MS-DOS. Od roku 2025 je k dispozici již verze Reliance 5.

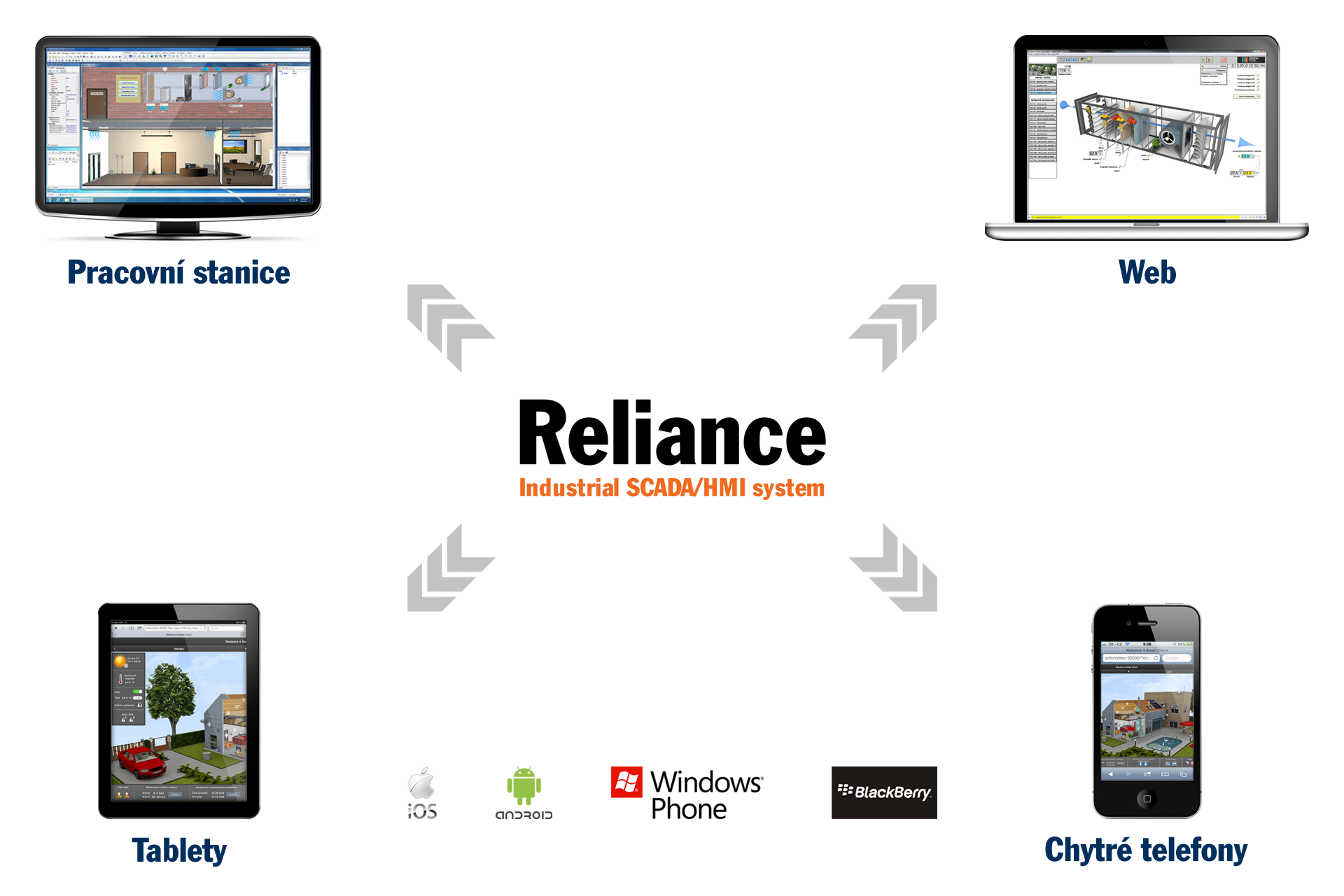
Reliance – podporované způsoby zobrazení vizualizace

## Reliance pro vzdělávání a výzkum
Tento software používají studenti v mnoha zemích světa na vysokých školách a univerzitách, kde slouží jako vzdělávací nástroj pro jejich laboratorní a dizertační práce. Stejně tak je využíván vědeckými organizacemi pro výzkum.

## Oblasti použití
Tento SCADA systém se používá v celé řadě průmyslových odvětví po celém světě, jako např. automobilový průmysl – USA, potravinářský průmysl – Švédsko, Francie, automatizace budov – Rusko (Moskva-City), vytápění/klimatizace – Slovensko (Digital Park), Kazachstán, vodárenství – Kypr, zavlažování – Austrálie, chov drůbeže – Nizozemsko, ropný průmysl – Gruzie, úprava vzduchu – Česko (hrad Karlštejn), doprava – Česko, energetika – Česko.

## Podporované platformy
Hlavní moduly systému Reliance jsou určeny pro operační systém Microsoft Windows. Vizualizaci lze pomocí modulu Reliance Smart Client zobrazit i na tabletech a chytrých telefonech s operačními systémy iOS (Apple), Android (Google), Windows Phone (Microsoft), BlackBerry. Použitím modulu Reliance Web Client, založeném na technologii Java, je možné zobrazit vizualizaci na různých operačních systémech (Windows, Linux, Unix atp.).

## Softwarové moduly
Systém Reliance je tvořen softwarovými moduly. Díky tomu je možné tvořit rozsáhlé a škálovatelné vizualizační aplikace.

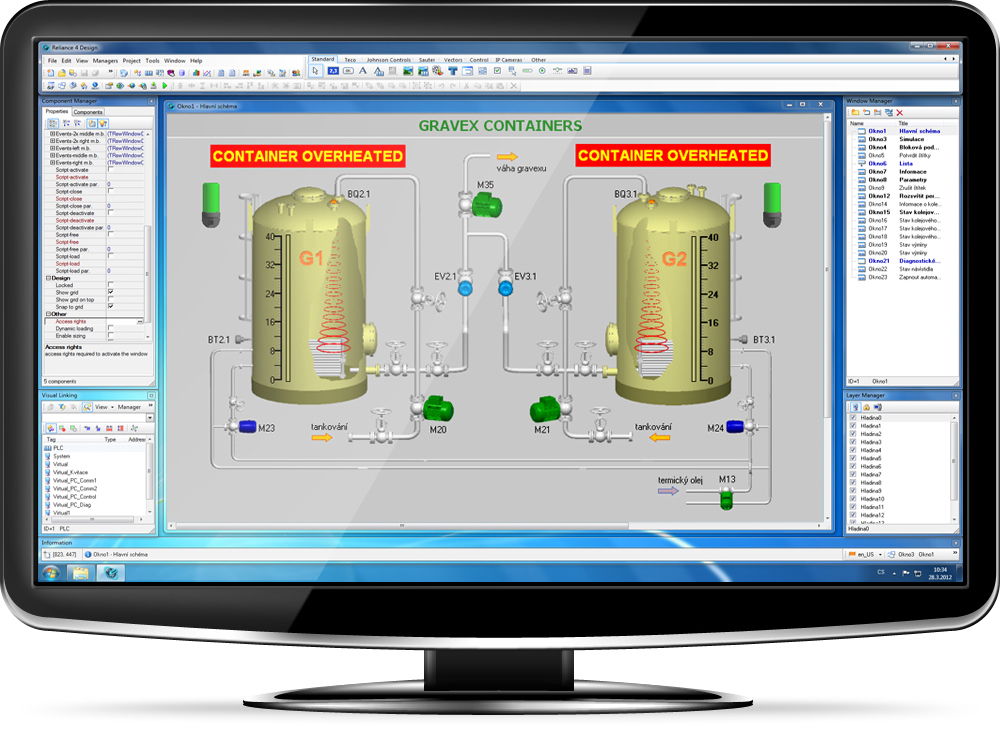
Reliance – ukázka vývojového modulu Reliance Design

### Reliance Design
Reliance Design je modul vývojového prostředí, ve kterém je možné vytvářet a upravovat vizualizační projekty (aplikace). Reliance Design existuje ve variantách Desktop a Enterprise. Ve verzi Desktop je možné vytvářet lokální aplikace typu 1 počítač a libovolné množství PLC. Ve verzi Enterprise je možné vytvářet síťové aplikace, které je možné zpřístupnit i webovým klientům přes internetový prohlížeč a klientům s chytrým telefonem či tabletem.

### Reliance Control
Reliance Control je typický dispečerský modul, který kromě společných funkcí runtime modulů umožňuje mj. zobrazení vizualizačních obrazovek s aktuálními daty, zobrazení a kvitaci (potvrzení) aktuálních alarmů, zobrazení a tisk historických alarmů, zobrazení a tisk historických dat ve formě grafů
a výstupních sestav. K dispozici je diagnostika běžící aplikace, která umožňuje např. detekci příčiny poruch v komunikaci.

### Reliance View
Reliance View je nahlížecí modul, který neumožňuje nastavovat parametry technologie. Lze ho použít pro dispečinky určené pouze ke sledování technologie, kde není žádoucí jakýkoliv zásah obsluhy, nebo lze modul Reliance View nainstalovat pro vedoucí pracovníky, kteří chtějí mít přehled o výrobě, ale nesmí přitom zasahovat dispečerovi do řízení.

### Reliance Server
Pro rozsáhlé aplikace typu klient-server je třeba použít některý ze serverů. Reliance Server je serverový modul určený pro spuštění jako služba Windows. Sbírá data, archivuje, vyhodnocuje alarmy, obsluhuje připojené klienty. Protože je to služba Windows, neumožňuje zobrazení obrazovek vizualizace na monitoru.

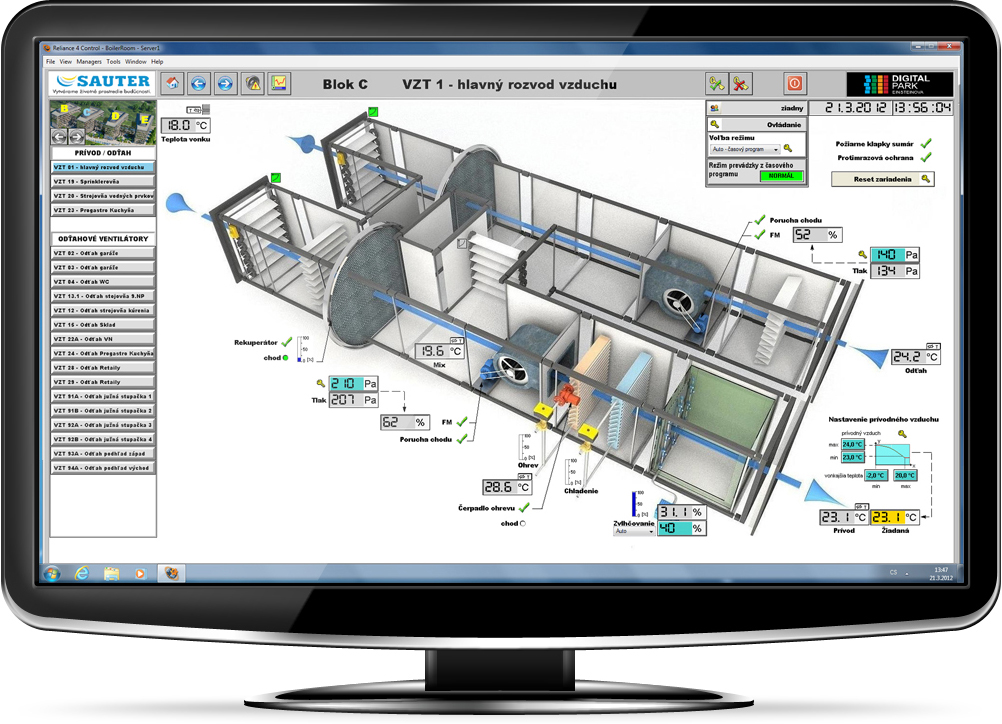
Reliance Control – ukázka zobrazení vzduchotechnické jednotky

### Reliance Control Server
Reliance Control Server je runtime modul s nejvyšší funkcionalitou. Spojuje v sobě vlastnosti modulů Reliance Control a Reliance Server. Na rozdíl od modulu Reliance Server neběží Reliance Control Server jako služba Windows a umožňuje proto i zobrazení vizualizace na monitoru. Protože musí zvládnout velký počet úloh (od sběru dat, archivace, vyhodnocení alarmů až po obsluhu připojených klientů), je dobré toto pracoviště vybavit dostatečně výkonným počítačem.

### Reliance Web Client
Reliance Web Client je program pro spuštění vizualizace u vzdálených uživatelů prostřednictvím sítě Internet. Je založen na platformě Java (JRE 6.0 a novější) a je tedy nezávislý na operačním systému a webovém prohlížeči.

### Reliance Smart Client

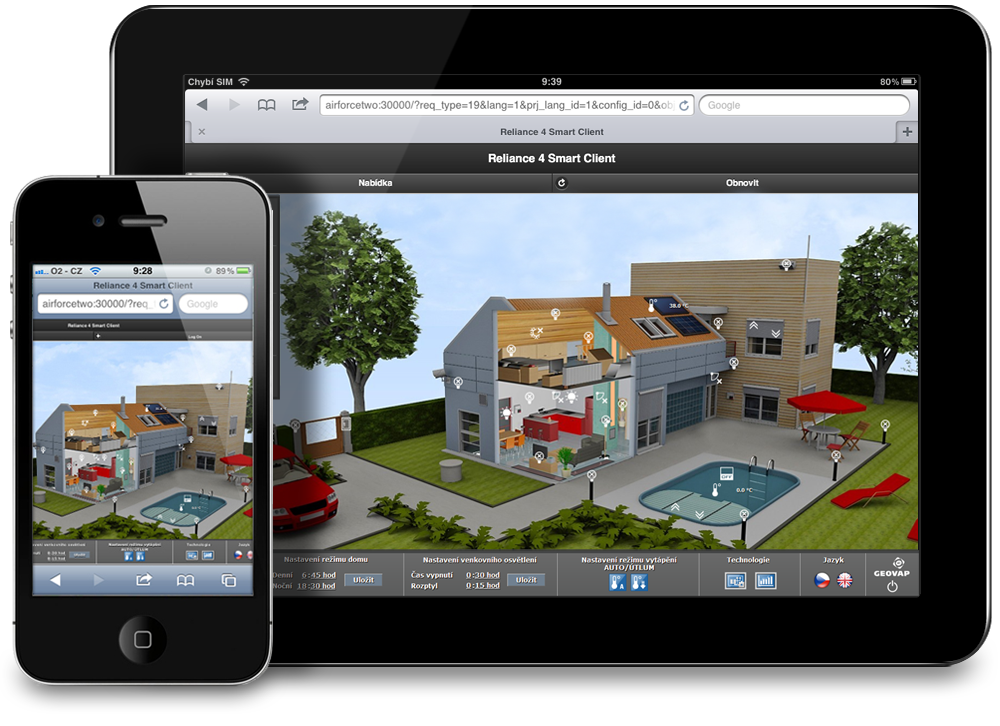
Ukázka vizualizace rodinného domu na tabletu a smartphonu za využití modulu Reliance Smart Client

Reliance Smart Client umožňuje zobrazit vizualizaci na chytrých telefonech a tabletech. Použitím technologie HTML5 je zajištěna nezávislost na operačním systému. Proto je možné vizualizaci zobrazit na tabletech a chytrých telefonech s operačními systémy iOS (Apple), Android (Google), Windows Phone (Microsoft), BlackBerry a dalšími.

### Reliance OPC Server a Reliance OPC UA Server
Jednou z důležitých vlastností SCADA systémů je schopnost výměny dat s dalšími informačními systémy zákazníka. Technologie OPC (OLE for Process Control) je celosvětový standard pro sdílení dat. Reliance OPC Server umožňuje propojit systém Reliance s dalšími informačními systémy provozovanými zákazníkem. Propojit se může například se zákaznickým informačním systémem, jiným dispečerským SCADA systémem nebo s jakoukoliv jinou aplikací, která umožňuje připojení technologií OPC klient. Reliance OPC Server dokáže vyřešit i požadavek na propojení více různých vizualizačních projektů vytvořených v systému Reliance. Součástí SCADA systému Reliance je rovněž vylepšená verze tohoto serveru – Reliance OPC UA Server.

## Získávání a archivace dat
Data z řídicích systémů PLC jsou získávána prostřednictvím komunikačních driverů (nativních driverů, OPC a DDE serverů). OPC klient je standardní součástí každého modulu systému Reliance. Archivní data jsou ukládána buď do SQL databáze, nebo do souborových databází.